# Милтаун-Малбей
Милтаун-Малбей (Милтаун-Молбей; англ. Miltown Malbay; ирл. Sráid na Cathrach, «городская улица в каменной крепости») — деревня в Ирландии, находится в графстве Клэр (провинция Манстер).
Местная железнодорожная станция была открыта 2 июля 1887 года и окончательно закрыта 1 февраля 1961 года.

## Демография
Население — 570 человек (по переписи 2006 года). В 2002 году население составляло 562 человека.
Данные переписи 2006 года:
| Общие демографические показатели |               |                               |                               |      |      |
| Всё население                    | Всё население | Изменения населения 2002—2006 | Изменения населения 2002—2006 | 2006 | 2006 |
| 2002                             | 2006          | чел.                          | %                             | муж. | жен. |
| 562                              | 570           | 8                             | 1,4                           | 258  | 312  |